# Reading (Jamaica)
Reading is een kleine plaats in de parish Saint James aan de noordkust van Jamaica, ten westen van Montego Bay. De plaats ligt langs de kustweg naar Lucea en Negril, de A1. Vanaf Reading voert de B8 door de heuvels naar Savanna-la-Mar.
De kust, de mangrovebossen en de koraalriffen in de zee bij Reading vormen deel van het Montego Bay Marine Park en genieten een beschermde status.